# داريل يونغ
داريل يونغ (بالإنجليزية: Darrell Young)‏ هو دراج أمريكي، ولد في 7 مايو 1966 في Clackamas, Oregon ‏ في الولايات المتحدة.